# Willem Six (1829-1908)

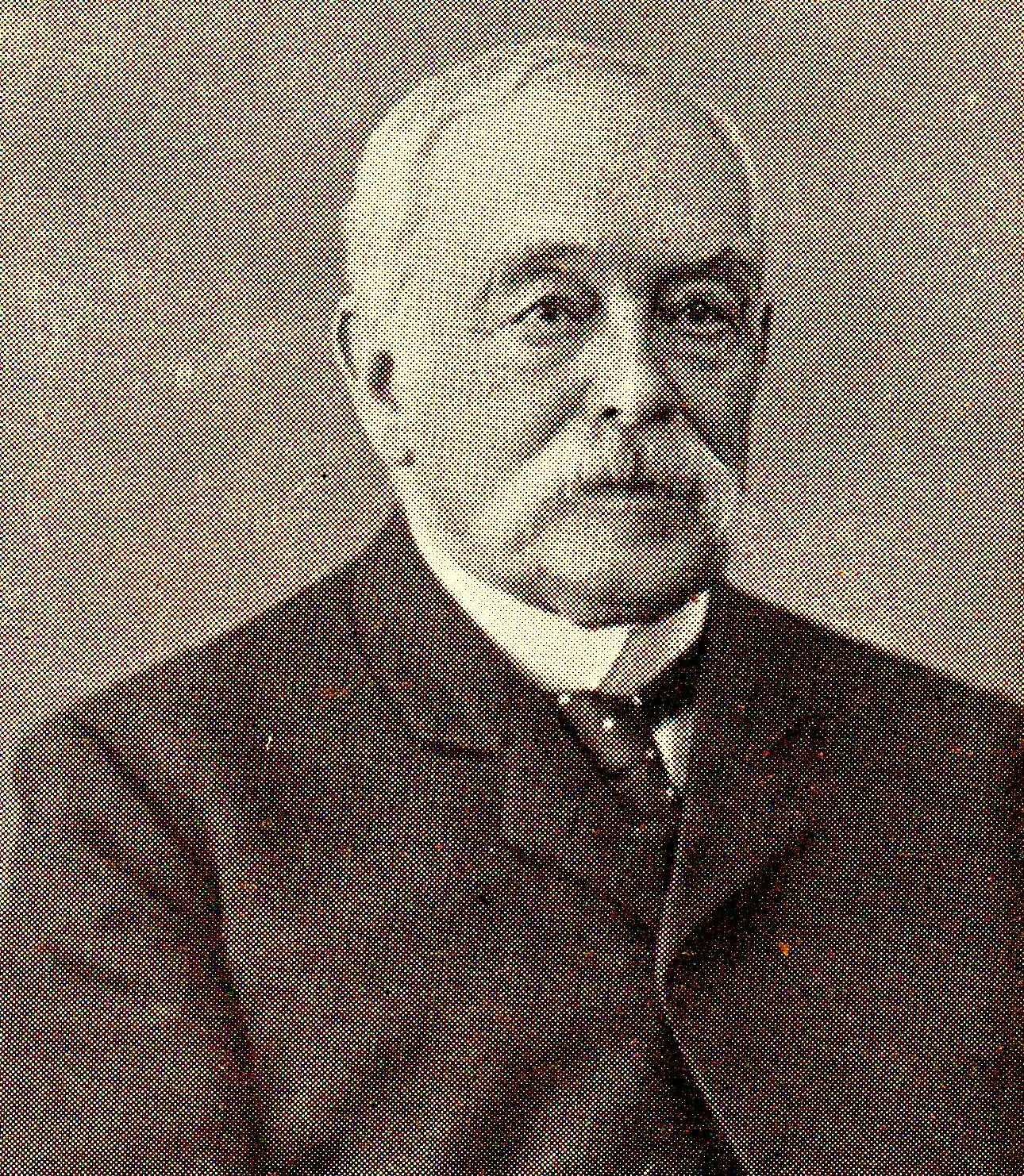
Willem Six

Willem Six (Utrecht, 20 augustus 1829 - 's-Gravenhage, 15 februari 1908) was een Nederlands politicus.
Jhr. Willem Six was tweeënhalf jaar de weinig opvallende minister van Binnenlandse Zaken in het kabinet-Van Lynden van Sandenburg. Hij was een gematigd liberaal, die conservatief maar verdraagzaam op godsdienstig gebied was. Hij was voor hij minister werd gemeentesecretaris en nadien wethouder van 's-Gravenhage. Hij voerde de door confessionelen fel bestreden Lager-onderwijswet-Kappeyne uit. Hij sloot zijn loopbaan af als Eerste Kamerlid voor Zeeland, waarvan hij drie jaar commissaris des Konings was geweest.